# Paradrina atriluna
Paradrina atriluna là một loài bướm đêm trong họ Noctuidae.